# Tratatul Saarului
=Tratatul Saarului sau Tratatul de la Luxembourg (în germană Vertrag von Luxemburg, în franceză Accords de Luxembourg) este un acord între Franța și Germania de Vest privind revenirea Protectoratului Saar în cadrul RFG. Tratatul a fost semnat în Luxembourg pe 27 octombrie 1956 de către ministrul de externe vest-german Heinrich von Brentano și cel francez Christian Pineau, conform referendumului privind statul Saarului din 23 octombrie 1955. Referendumul privind statutul Saarului a avut un rezultat negativ pentru continuarea de protectorat francez.
După ce Landtagul a declarat aderarea la Republica Federală Germania (Germania de Vest), încorporarea Saarlandului a fost finalizată pe 1 ianuarie 1957. Ambele părți implicate au convenit asupra unei perioade de tranziție economică în 1959, în care Saarlandul a rămas sub control francez.